# Хонало
Хонало (гав. Honalo) — статистически обособленная местность в округе Гавайи (штат Гавайи, США). В поселении находится дзэн-буддийский монастырь, построенный в 1921 году.

## География
Согласно Бюро переписи населения США статистически обособленная местность Хонало имеет общую площадь суши 75,9 квадратных километров.

## Демография
По данным переписи населения за 2000 год в Хонало проживало 1987 человек, насчитывалось 717 домашних хозяйств, 504 семьи и 798 жилых дома. Средняя плотность населения составляла около 26,2 человек на один квадратный километр.
Расовый состав Хонало по данным переписи распределился следующим образом: 38,7 % белых, 0,5 % — чёрных или афроамериканцев, 0,35 % — коренных американцев, 20,84 % — азиатов, 9,41 % — коренных жителей тихоокеанских островов, 29,14 % — представителей смешанных рас, 1,06 % — других народностей. Испаноговорящие составили 10,57 % населения.
Из 717 домашних хозяйств в 32,5 % — воспитывали детей в возрасте до 18 лет, 49,8 % представляли собой совместно проживающие супружеские пары, в 14,2 % семей женщины проживали без мужей, 29,7 % не имели семьи. 22 % от общего числа семей на момент переписи жили самостоятельно, при этом 8,6 % составили одинокие пожилые люди в возрасте 65 лет и старше. В среднем домашнее хозяйство ведут 2,75 человек, а средний размер семьи — 3,15 человек.
Население Хонало по возрастному диапазону (данные переписи 2000 года) распределилось следующим образом: 25,5 % — жители младше 18 лет, 7,1 % — между 18 и 24 годами, 26,6 % — от 25 до 44 лет, 26,5 % — от 45 до 64 лет и 14,2 % — в возрасте 65 лет и старше. Средний возраст жителей составил 39 лет. На каждые 100 женщин приходилось 98,9 мужчин, при этом на каждые сто женщин 18 лет и старше приходилось 96,3 мужчин также старше 18 лет.

## Экономика
Средний доход на одно домашнее хозяйство Хонало составил 43 125 долларов США, а средний доход на одну семью — 46 827 долларов. При этом мужчины имели средний доход в 27 270 доллар в год против 23 098 долларов среднегодового дохода у женщин. Доход на душу населения составил 17 584 доллара в год. 13 % от всего числа семей в местности и 19,1 % от всей численности населения находилось на момент переписи за чертой бедности, при этом 26,7 % из них были моложе 18 лет и 6,2 % — в возрасте 65 лет и старше.